# ام‌تی‌دی
MTD سیستم تلفن همراه غیرخودکار برای باند فرکانسی 450MHz بود. آن در سال ۱۹۷۱ در سوئد مطرح شد، و تا سال ۱۹۸۷ ادامه داشت، تا اینکه با سرویس خودکار NMT جایگزین شد. شبکه MTD در نهایت ۲۰ هزار کاربر داشت، با ۷۰۰ نفر به عنوان کارمند برای اپراتوری.

MTD همچنین در کشورهای دانمارک و نروژ (از سال ۱۹۷۶) ایجاد شد، که امکان رومینگ با کشورهای اسکاندیناوی را داشت.

اولین سیستم تلفن همراه در سوئد MTA بود که در سال ۱۹۵۶ مطرح شد و تا سال ۱۹۶۷ ادامه داشت. آن یک سیستم 150MHz ای بود که در شهرهای استکهلم و گوتنبرگ با ۱۲۵ مشترک در کل موجود بود. سیستم دومی، MTB تلفن‌های همراه ترانزیستوری در سال ۱۹۶۲ داشت و تا سال ۱۹۸۳ ادامه داشت. آن در باندهای 76-77/5 و 81-82/5 MHz اجر شد، و همچنین در شهر Malmö موجود بود و حدود ۶۰۰ مشترک داشت.

در نروژ، اولین سیستم تلفن همراه OLT بود که در سال ۱۹۶۶ مطرح شد. در سال ۱۹۸۱ با ۳۰ هزار مشترک بزرگ‌ترین سیستم تلفن همراه در جهان بود.